# Mounir Jelili
Mounir Jelili (arabe : منير الجليلي), né le 11 juin 1949 et mort le 24 janvier 2023 à Tunis, est un handballeur tunisien actif dans les années 1960 et 1970.
Il est longtemps le capitaine de l'équipe nationale tunisienne et de son club, l'Espérance sportive de Tunis. Son frère, Mohamed Naceur Jelili (en), a évolué avec lui à Tunis ainsi qu'aux Jeux olympiques en 1972 et 1976.

## Parcours
Dès sa jeune enfance, il est attiré par le handball et signe à la Zitouna Sports qui est alors une véritable école sportive. Mais il est vite repéré par les dirigeants de l'Espérance sportive de Tunis, qui veulent bâtir un grand club de handball, et ils l'enrôlent. Il dispute deux finales de coupe avec les cadets et se trouve immédiatement sélectionné en équipe nationale des espoirs avant de rejoindre les seniors, avec lesquels il participe en 1967 au championnat du monde et aux Jeux méditerranéens.
Devenu le maître à jouer de son club, il accumule les titres jusqu'en 1977, année au cours de laquelle il met fin à sa carrière à la suite d'un malaise ressenti au cours d'une rencontre de championnat. Il met alors son expérience au service de son club, pendant quelques années, en tant qu'entraîneur adjoint, avant de se retirer.
Mort le 24 janvier 2023 à Tunis, il est inhumé le lendemain au cimetière du Djellaz.

## Palmarès

### Clubs
- Championnat de Tunisie : 1967, 1969, 1971, 1972, 1973, 1974, 1975, 1976, 1977
- Coupe de Tunisie : 1970, 1971, 1972, 1973, 1974, 1975, 1976

### Sélection nationale
- Championnat d'Afrique des nations : 1974
- Coupe arabe des clubs champions : 1976

### Distinctions
- Élu meilleur sportif tunisien en 1976